# Cadira gestatòria

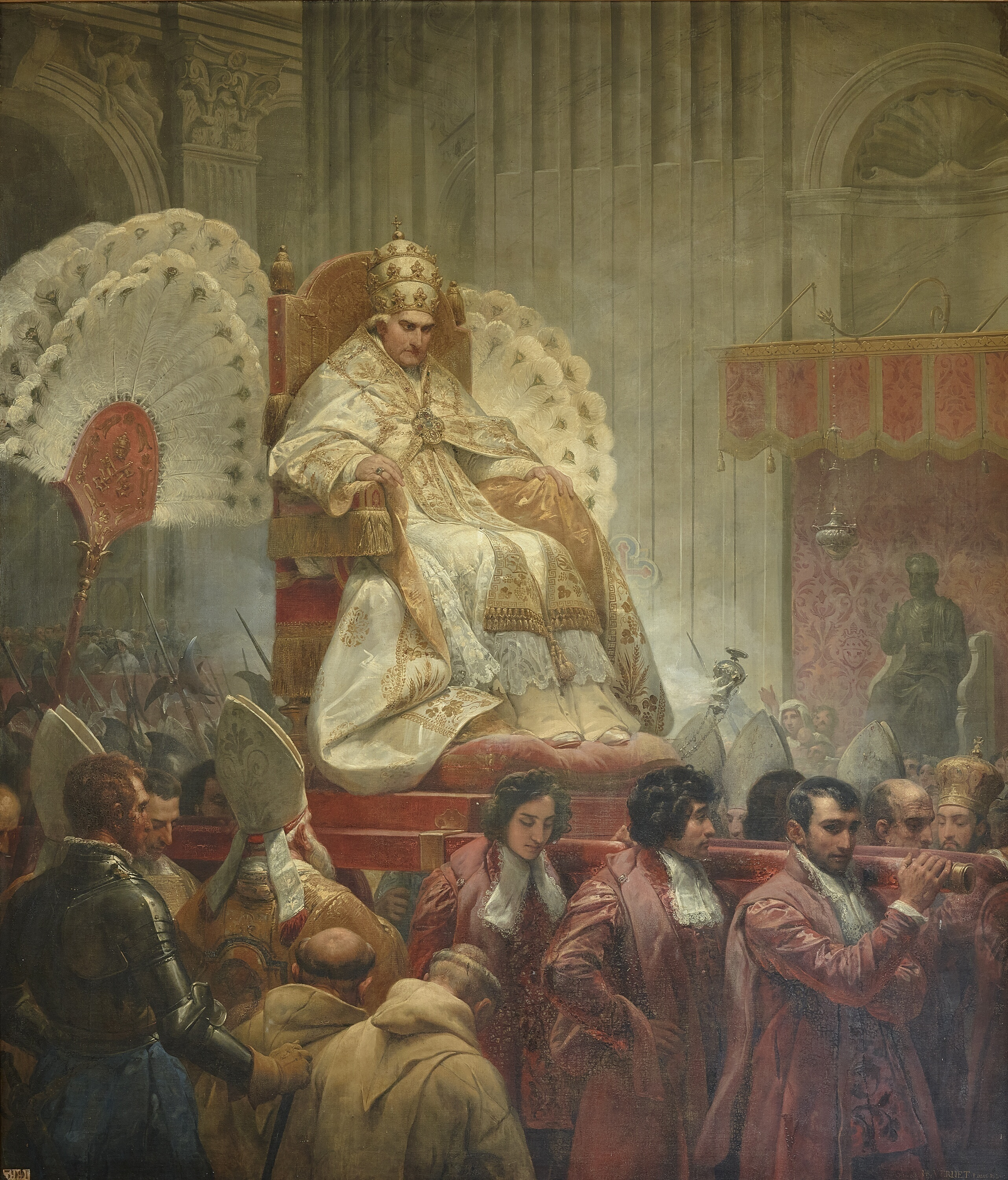
Pius VIII a la cadira gestatòria

Cadira gestatòria o cadira fertòria era un tipus de cadira de l'antiga Roma usada a la capital i a províncies tant per homes com per dones. Expressament es distingeix de la lectica, una espècie de sofà portable en el que les persones eren traslladades ajagudes; a la gestatòria encara que eren tanmateix traslladats, estaven asseguts en posició vertical. La cadira podia ser oberta o tancada. Aquesta mena de cadira va aparèixer al temps de l'Imperi Romà i no està documentada anteriorment. Estava més o menys ornamentada segons el rang del propietari.
Derivada de l'anterior i també anomenat cadira gestatòria, un vehicle semblant ha estat emprada pels papes en la seva coronació i en altres ocasions solemnes des del segle xvi fins a la coronació de Joan Pau I, el 1978. A més de ser un signe de la dignitat del pontífex, també servia perquè el poble pogués veure el papa, ja que la cadira gestatòria dels papes era oberta i construïda de manera que el papa quedava per sobre dels portadors. Hui dia, s'ha substituït per una versió motoritzada i blindada, que és el papamòbil, més adequada als temps moderns i més pràctica.

## Terminació
El papa Joan Pau I va ser l'últim papa que va usar el tron cerimonial portat a coll el 1978. El papa Joan Pau II va suspendre l'ús de la cadira gestatòria completament, i també ho van fer Benet XVI i el seu successor Francesc. La cadira gestatòria ha estat funcionalment substituïda als temps moderns pel "papamòbil".